# Eroe del Lavoro Socialista della Cecoslovacchia
Il titolo di Eroe del Lavoro Socialista della Cecoslovacchia è stato una decorazione della Cecoslovacchia.

## Storia
L'onorificenza è stata fondata nel 1959 per premiare altissimi meriti nel rafforzamento nazionale dell'economia, della cultura, della scienza e della difesa, della capacità di innovazione della Cecoslovacchia nei campi dell'industria, dell'agricoltura, dei trasporti e del commercio, delle scoperte scientifiche e delle invenzioni tecniche o a persone che abbiano dato eccezionali contributi alla vittoria del socialismo nella Repubblica Cecoslovacca. L'insignito riceveva inoltre l'Ordine di Klement Gottwald

## Insegne
- L'insegna era una stella d'oro a cinque punte. Sul rovescio vi erano falce e martello con la scritta "CSSR" e il numero di serie.
- Il nastro era completamente rosso.

## Insigniti notabili
La decorazione venne assegnata solamente 302 volte, tra i quali:
1. Jurij Gagarin (28 aprile 1961) - Cosmonauta sovietico e primo uomo a volare nello spazio
2. Valentina Vladimirovna Tereškova (agosto 1963) - Cosmonauta sovietica e prima donna a volare nello spazio
3. Miloš Jakeš - Segretario del Partito Comunista della Cecoslovacchia